# Keanu Neal
Keanu Neal (Webster, Florida, 26 de julio de 1995) apodado The Matrix, es un jugador profesional estadounidense de fútbol americano que se desempeña en la posición de safety en Pittsburgh Steelers, equipo de la National Football League (NFL).

## Carrera
Fue seleccionado en la primera ronda en la Reunión Anual de Selección de Jugadores de la NFL de 2016. Hizo su debut profesional con el equipo Atlanta Falcons, en el cual jugó cinco temporadas (2016-2021), después pasó a Dallas Cowboys (2021-2022), posteriormente a Tampa Bay Buccaneers (2022-2023), luego a Pittsburgh Steelers, donde lleva jugando una temporada.